# Рулоф Клейн
Рулоф Клейн (нід. Roelof Klein, 7 червня 1877 — 13 лютого 1960) — нідерландський академічний веслувальник.
Олімпійський чемпіон 1900 року в складі розпашної двійки зі стерновим, бронзовий призер 1900 року в складі вісімки.